# عابد رجا
عابد رجا (به انگلیسی: Abid Raja) زاده ۵ نوامبر ۱۹۷۵ در اسلو، یک حقوقدان و سیاستمدار نروژی است.
 وی عضو حزب ونستره و از سال ۲۰۱۳ میلادی نماینده مردم آکرهوس در مجلس ملی نروژ بوده‌است. عابد رجا، از سال ۲۰۲۰ تا ۲۰۲۱ میلادی در دولت ارنا سولبرگ، در مقام وزیر فرهنگ و برابری جنسی نروژ، شراکت داشته‌است. همچنین وی از سال ۲۰۲۰ میلادی، معاون رهبر حزب ونستره است.

## پیشینه
پدر و مادر عابد رجا، در اوایل دهه ۱۹۷۰ میلادی، از پاکستان به نروژ مهاجرت کرده‌اند. عابد رجا، خود در اسلو به دنیا آمده؛ و دوران کودکی و نوجوانی خود را نیز در همان شهر گذرانده‌است. در جوانی، وی در دانشگاه اسلو به عنوان درس انتخابی، جرم‌شناسی تحصیل کرده؛ و در سال ۲۰۰۱ از همان دانشگاه در رشته حقوق، مدرک کارشناسی دریافت کرده‌است. همچنین وی مدتی در دانشگاه ساوت‌همپتون، روی موضوع حقوق بشر مطالعاتی داشته‌است. سرانجام وی در سال ۲۰۰۴ میلادی، موفق به دریافت مدرک کارشناسی ارشد، در رشته شیوه تحقیق، در زمینه روان‌شناسی شاهدان جرم، از دانشگاه آکسفورد، شده‌است.
عابد رجا، در دوران دانشجویی، سخنگوی جامعه دانشجویان پاکستانی در دانشگاه اسلو و جماعت بزرگترین مسجد نروژی-پاکستانی، در کشور نروژ بود.

## تجربه کار
عابد رجا، بین سال‌های ۲۰۰۰ تا ۲۰۰۲ میلادی، در ۲ شرکت مختلف امور حقوقی، دوره کارآموزی گذرانده‌است. سپس ابتدا از سال ۲۰۰۲ تا ۲۰۰۵ میلادی، به عنوان مشاور حقوقی؛ و بعد، از سال ۲۰۰۵ تا ۲۰۰۸ میلادی، به عنوان وکیل رسمی، مشغول به کار بوده‌است. در سال ۲۰۰۸ میلادی، عابد رجا، به استخدام وزارت خارجه نروژ درآمد و تا سال ۲۰۱۲ مشغول به کار بود. همچنین وی، بین سال‌های ۲۰۱۱ و ۲۰۱۲، به عنوان وکیل پلیس، در امور مربوط به خارجی‌ها؛ و بین سال‌های ۲۰۱۲ تا ۲۰۱۳ میلادی، به عنوان منشی، در سفارت نروژ در دهلی، مشغول خدمت بوده‌است.

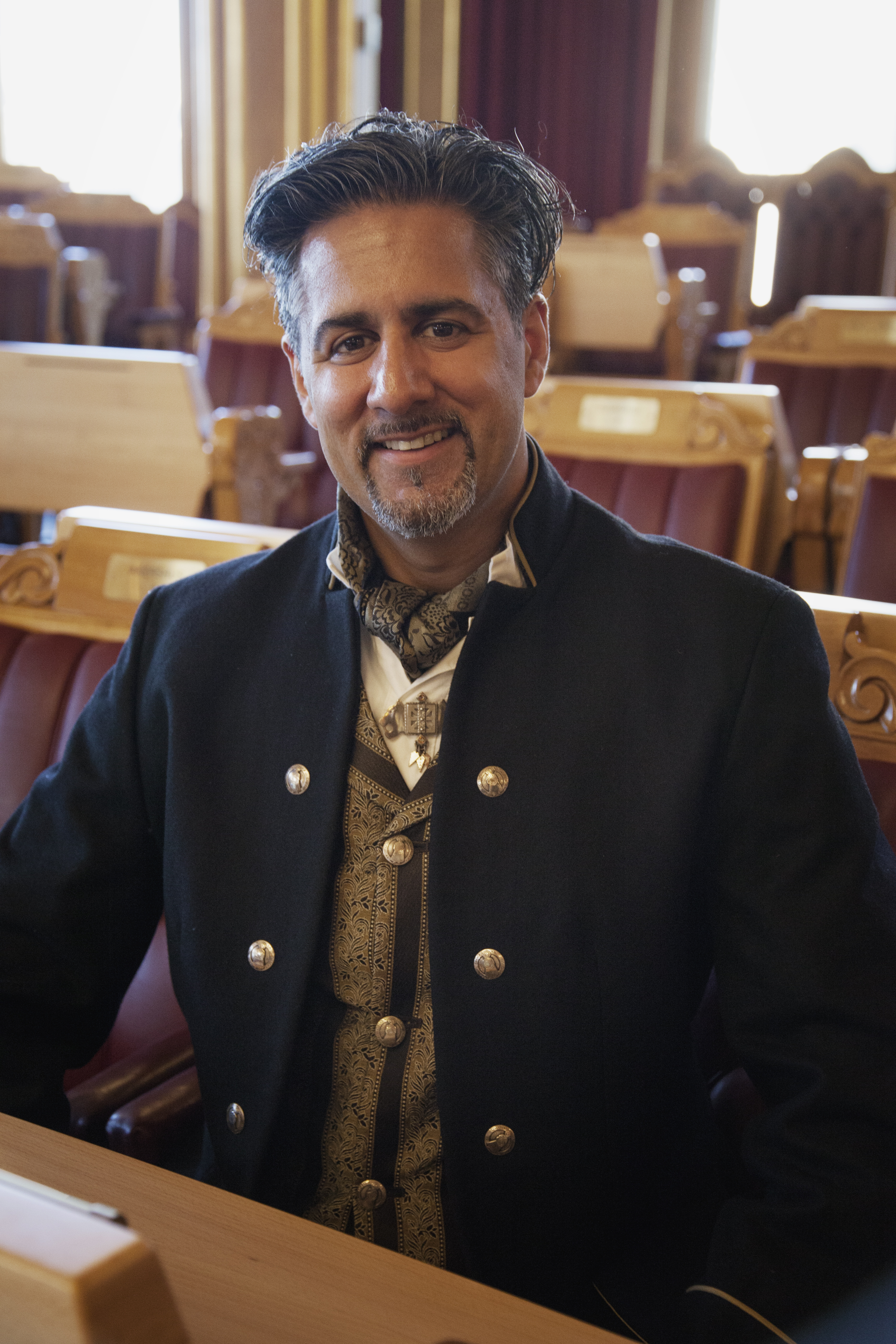
عابد رجا، در مجلس ملی نروژ، سال ۲۰۱۷ میلادی

## سابقه سیاسی
عابد رجا، از اواخر دهه ۱۹۹۰ میلادی، در مناظرات مربوط به امور اجتماعی، شرکت فعال داشت. سپس وی به فعالیت سیاسی روی آورد و به حزب ونستره پیوست. وی بین سال‌های ۲۰۰۹ تا ۲۰۱۱ میلادی، معاون رئیس حوزه این حزب، در آکرهوس بود. سپس در سال ۲۰۰۹ میلادی، به عضویت هیئت مدیره مرکزی حزب ونستره درآمد؛ و از سال ۲۰۱۱ تا ۲۰۱۳ به عنوان نایب رئیس علی‌البدل هیئت مدیره مرکزی حزب، فعالیت داشت.
عابد رجا، بین سال‌های ۲۰۰۹ تا ۲۰۱۳ میلادی، ابتدا به عنوان عضو علی البدل و سپس، بعد از انتخابات سال ۲۰۱۳ میلادی، به عنوان عضو اصلی، نماینده حزب ونستره، از حوزه آکرهوس، در مجلس ملی نروژ بود. وی همچنین از سال ۲۰۱۷ تا ۲۰۲۰ میلادی رتبهٔ پنجمین نایب رئیس در مجلس ملی نروژ را نیز در اختیار داشت.
عابد رجا، پس از کنار کشیدن فرمسکریت پارتی از دولت ائتلافی، در سال ۲۰۲۰ میلادی، به ریاست وزارت فرهنگ و برابری جنسی، در دولت ارنا سولبرگ، منصوب شد. در ضمن وی از سال ۲۰۱۷ تا ۲۰۲۰، یعنی تا زمانی که به سمت وزیری منصوب شد، نایب رئیس پارلمانی ونستره بود و بعد در سال ۲۰۲۰ نایب رئیس حزب ونستره شد.
عابد رجا، از نظر سیاسی، چندین سال را صرف مسائل مربوط به مهاجرت، جذب مهاجران در جامعه میزبان؛ و امور مربوط به اقلیت‌های اجتماعی کرده‌است. وی تا پیش از پایان تحصیلات حقوق دردانشگاه، مسلمانی محافظه کار محسوب می‌شد و نسبت به برابری جنسی و آزادی بیان در غرب، انتقاد داشت. اما در سال‌های اخیر عابد رجا، تمایل بیشتری به ارزش‌های لیبرال نشان می‌دهد.